# 수도지도아애니
《수도지도아애니》(誰都知道我愛你)는 2022년 방송되었던 중국의 드라마이다.

## 등장 인물
- 빅토리아 - 허샤오란 역
- 쉬웨이저우 - 샤오샹치 역
- 진학일 (陳鶴一) - 수이밍웨이 역
- 공완이 (龔婉怡) - 천페이얼 역
- 고예비아 (高睿菲兒) - 리후이 역
- 고일인 (高一仁) - 자오밍쉬엔 역
- 후커 - 저우리리 역
- 정효녕 (郑晓宁) - 샤오젠윈 역
- 곽소걸 (郭烁杰) - 린종 역
- 임빈 (任彬) - 샤오시엔 역
- 담리민 (谭琍敏) - 판치에치에 역
- 하지경 (夏志卿) - 허부 역
- 방소월 (方小月) - 허모 역